# Галямін Дмитро Олександрович
Дмитро Олександрович Галямін (рос. Дмитрий Александрович Галямин; нар. 8 січня 1963, Москва, РРФСР) — радянський та російський футболіст, захисник. Майстер спорту (1986). Гравець збірних СРСР, СНД і Росії. У складі збірної Росії брав участь у чемпіонаті світу 1994 року. Тренер, функціонер.
Закінчив Ленінградський військовий інститут фізичної культури.

## Життєпис
Розпочинав з дворового футболу. Разом з командою брав участь у турнірі «Шкіряний м'яч». У віці дев'яти років провів товариський матч проти спартаківський школи, отримав запрошення в школу московського «Спартака». Незважаючи на те, що школа розташовувалася в іншому районі міста, він погодився й почав займатися в ній.
Перший рік займався у Миколи Паршина, грав в нападі за групу 1962 року народження, оскільки команди його року в школі не було. Наступного року перейшов в набрану групу 1963 року народження, де тренером став Анатолій Ільїн. При ньому поступово перейшов на праву бровку — спочатку в півзахист, а потім на захист. В Ільїна тренувався 8 років, після чого він рекомендував гравця в спартаківський дубль. Однак у дублі московської команди Галямін не затримався: у 18 річному віці перейшов у клуб ЦСКА, щоб відразу ж вирішити «проблему» з армією. Буквально через декілька тижнів після переходу йому присвоїли звання молодшого лейтенанта, незважаючи на відсутність вищої освіти на той час. Згодом «доріс» до військового звання «капітан».
У ЦСКА виступав протягом 11 років (1981-1991), в складі якого став чемпіоном останнього чемпіонату СРСР в 1991 році. 27 жовтня 1991 року забив м'яч у ворота московського «Динамо», який став для ЦСКА «золотим».
У вищій лізі чемпіонату СРСР провів 146 матчів, відзначився 3 голами.
У міжсезоння 1991/92 поїхав в Іспанію, в клуб «Еспаньйол», якому на той сезон загрожував виліт у Другий дивізіон. В іспанській Примері дебютував 16 лютого в програному (1:2) домашньому поєдинку проти «Атлетіко» (Мадрид). В команду прибув разом з Ігорем Корнєєвим і незабаром дебютував у чемпіонаті Іспанії. Місяць по тому в розташування клубу приїхав інший екс-армієць — Дмитро Кузнєцов. У підсумку їм вдалося допомогти команді зберегти місце в Прімері.
У кінцівці першого сезону в Іспанії отримав перелом гомілкостопа. Через травму змушений був пропустити чемпіонат Європи 1992 року в Швеції. Більш того, дана травма позначилася на подальшій кар'єрі гравця — за нею послідували інші травми і операції. Проте сезон 1993/94 років провів майже повністю, був основним гравцем команди.
Головний тренер збірної Росії Павло Садирін взяв гравця на чемпіонат світу 1994 в США. На турнірі провів гру проти збірної Швеції (1:3), яка стала останньою для Галяміна в складі збірної.
Напередодні початку сезону 1994/95 років змушений був поміняти команду — «Еспаньйол» взяв курс на омолодження складу. Галямін перейшов у клуб Сегунди «Мерида», де, провівши лише 8 матчів, отримав травму спини. Через неї тривалий період часу лікувався й вирішив, що настав час завершити кар'єру футболіста.
Після цього деякий час займався бізнесом разом з Геннадієм Перепаденко, але незабаром бізнес «прогорів». Одночасно з цим допомагав у працевлаштуванні в Іспанії російським гравцям, працюючи як перекладача з іспанської. Потім, за сприяння президента «Еспаньйола», працював з дітьми в Барселоні. Вище вказана робота Галяміну сподобалася і через деякий час він вступив до школи тренерів в Іспанії, яку закінчив через 2 роки.
Після закінчення тренерських курсів, за сприяння бізнесмена Дмитра Пітермана, очолив клуб «Паламос», який грав у першості Каталонії. Відпрацювавши в команді рік, повернувся в «Еспаньйол», де отримав посаду тренера-селекціонера.
У 2002 році повернувся в Росію, погодившись стати спортивним директором клубу першого дивізіону «Динамо» (Санкт-Петербург). Незабаром зайняв посаду головного тренера. З командою працював 4 місяці, після чого відправлений у відставку.
Наприкінці 2002 року призначений головним тренером клубу першого дивізіону «Кристал» (Смоленськ). У червні 2003 року покинув команду за власним бажанням, не знайшовши порозуміння щодо подальшої долі команди. Декілька днів по тому очолив інший клуб першого дивізіону — «Хімки». Відпрацювавши з командою півроку за контрактом, вирішив його не продовжувати, хоча керівництво бажало продовжувати з ним співпрацю.
У листопаді 2003 року Галяміна запросили в ЦСКА на посаду помічника нового головного тренера португальця Артура Жорже, однак, пропрацювавши декілька тижнів, покинув клуб. Причиною свого відходу назвав бажання працювати самостійно. Незабаром очолив клуб першого дивізіону «Том». При ньому команда в чемпіонаті 2004 зазнала 3 поразки в 4 матчах, після чого Галямін вирішив залишити «Том». 
У червні 2004 року очолив «Анжі». З командою відпрацював майже два роки і залишив її в травні 2006 року. Незабаром став головним тренером у клубі «Спартак» (Нижній Новгород), але надовго в команді не затримався.
З червня 2007 року по 2009 рік працював у структурі футбольного клубу «Сатурн» (Раменське). Призначений заступником директора УОР (училище олімпійського резерву) «Майстер-Сатурн», займався підготовкою резерву, а також селекційною роботою. З 8 серпня 2008 року, після відставки Гаджи Гаджиєва, призначений виконуючим обов'язки головного тренера ФК «Сатурн». Після приходу Юргена Ребера на пост головного тренера Галямін в кінці серпня став спортивним директором. 6 червня 2009 року досягнуто згоди щодо припинення співпраці. 
З вересня 2009 року працював в структурі «Зеніту» (керівник науково-аналітичного відділу) і московського «Динамо».
З листопада 2012 року — спортивний директор «Динамо» (Москва). 17 липня 2013 роки після приходу нового керівництва, за «численні прорахунки в роботі», був звільнений.
22 грудня 2015 року призначений директором академії казахстанського «Кайрата». Також став керівником програми розвитку молодіжного та дитячо-юнацького футболу. Контракт був підписаний на три роки. У 2018 році подав у відставку в зв'язку з незадовільними виступами «Кайрата U-19» в юнацькій Лізі УЄФА.

## Статистика виступів

### Клубна
| Сезон   | Клуб          | Країна  | Змагання         | Матчі | Голи |
| ------- | ------------- | ------- | ---------------- | ----- | ---- |
| 1981    | ЦСКА (Москва) | СРСР    | Вища ліга СРСР   | 2     | 0    |
| 1982    | ЦСКА (Москва) | СРСР    | Вища ліга СРСР   | 19    | 0    |
| 1983    | ЦСКА (Москва) | СРСР    | Вища ліга СРСР   | 27    | 0    |
| 1984    | ЦСКА (Москва) | СРСР    | Вища ліга СРСР   | 29    | 1    |
| 1985    | ЦСКА (Москва) | СРСР    | Перша ліга СРСР  | 36    | 0    |
| 1986    | ЦСКА (Москва) | СРСР    | Перша ліга СРСР  | 44    | 0    |
| 1987    | ЦСКА (Москва) | СРСР    | Вища ліга СРСР   | 25    | 0    |
| 1988    | ЦСКА (Москва) | СРСР    | Перша ліга СРСР  | 34    | 0    |
| 1989    | ЦСКА (Москва) | СРСР    | Перша ліга СРСР  | 32    | 0    |
| 1990    | ЦСКА (Москва) | СРСР    | Вища ліга СРСР   | 23    | 0    |
| 1991    | ЦСКА (Москва) | СРСР    | Вища ліга СРСР   | 21    | 2    |
| 1991/92 | «Еспаньйол»   | Іспанія | Ла-Ліга          | 12    | 4    |
| 1992/93 | «Еспаньйол»   | Іспанія | Ла-Ліга          | 31    | 0    |
| 1993/94 | «Еспаньйол»   | Іспанія | Сегунда Дивізіон | 27    | 0    |
| 1994/95 | «Еспаньйол»   | Іспанія | Ла-Ліга          | 5     | 0    |
| 1994/95 | «Мерида»      | Іспанія | Сегунда Дивізіон | 8     | 0    |

## Досягнення
ЦСКА (Москва)
- Вища ліга СРСР
  -  Чемпіон (1): 1991
  -  Срібний призер (1): 1990

- Кубок СРСР
  -  Володар (1): 1990/91

## Сім'я
Одружений, три сини: Василь (народився в березні 1982), Євген і Дмитро. Сім'я проживає в Барселоні.